# 10213 Koukolík
10213 Koukolík eller 1997 RK7 är en asteroid i huvudbältet som upptäcktes den 10 september 1997 av de båda tjeckiska astronomerna Miloš Tichý och Zdeněk Moravec vid Kleť-observatoriet. Den är uppkallad efter František Koukolík.
Asteroiden har en diameter på ungefär 3 kilometer.